# Залізнична платформа 3192 км
Залізнична платформа 3192 км (рос. Остановочная Платформа 3192 км) — населений пункт (тип: залізнична платформа) у Чулимському районі Новосибірської області Російської Федерації.
Входить до складу муніципального утворення Кокошинська сільрада. Населення становить 2 особи (2010).

## Історія
Згідно із законом від 2 червня 2004 року органом місцевого самоврядування є Кокошинська сільрада.

## Населення
| 2002 | 2007 | 2010 |
| ---- | ---- | ---- |
| 4    | ↘2   | →2   |